# Молитвы утренние

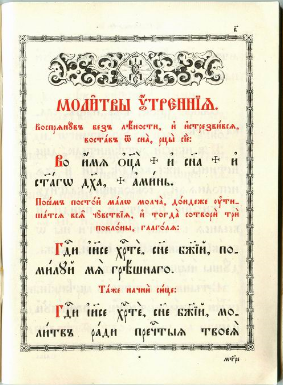
Молитвы утренние. Книга «Молитвы утренние и на сон грядущим» Издание Киево-Печерская лавра 1910 год

Моли́твы у́тренние (церк.-слав. Мл҃твы ᲂу҆́трєннїѧ) — первая часть обязательного ежедневного регулярного молитвенного (келейного) правила прихожанина и клирика Русской православной церкви, а также некоторых поместных церквей, исторически связанных с РПЦ, читаемая каждым утром. Молитвословы соответствующих церквей содержат текст «Утренних молитв».
Сложившийся к настоящему времени в Русской Православной Церкви порядок чтения утренних молитв при молитве по молитвослову имеет следующий вид:
1. Начальные молитвы по «Отче наш»[2]
2. Тропари Тро́ичные, гласы 1-й, 2-й и 3-й: Воста́вше ѿ сна̀, припа́даемъ тѝ, бл҃же:
3. Молитва ко Пресвятой Троице: Ѿ сна̀ воста́въ, бл҃годарю́ тѧ ст҃а́ѧ трⷪ҇це:
4. Псалом 50, покаянный: Поми́лꙋй мѧ̀ бж҃е, по вели́цѣй млⷭ҇ти твое́й:
5. Симво́л веры: Вѣ́рꙋю во є҆ди́наго бг҃а ѻ҆ц҃а̀ вседержи́телѧ:
6. Молитва 1-я, святого Макария Великого: Бж҃е, ѡ҆чи́сти мѧ̀ грѣ́шнаго, ꙗ҆́кѡ николи́же сотвори́хъ бл҃го́е пред̾ тобо́ю:
7. Молитва 2-я, того же святого: Ѿ сна̀ воста́въ, полꙋ́нощнꙋю пѣ́снь приношꙋ́ ти сп҃се:
8. Молитва 3-я, того же святого: Къ тебѣ̀ влⷣко чл҃вѣколю́бче, ѿ сна̀ воста́въ прибѣга́ю:
9. Молитва 4-я, того же святого: Гдⷭ҇и, и҆́же мно́гою твое́ю бл҃гостїю:
10. Молитва 5-я, святителя Василия Великого: Гдⷭ҇и вседержи́телю, бж҃е си́лъ и҆ всѧ́кїѧ пло́ти:
11. Молитва 6-я, того же святого: Тѧ̀ бл҃гослови́мъ, вы́шнїй бж҃е и҆ гдⷭ҇и млⷭ҇ти:
12. Молитва 7-я, ко Пресвятой Богородице: Воспѣва́ю бл҃года́ть твою̀ влⷣчце:
13. Молитва 8-я, ко Господу нашему Иисусу Христу: Многомлⷭ҇тиве и҆ всемлⷭ҇тиве бж҃е мо́й:
14. Молитва 9-я, к Ангелу хранителю: Ст҃ы́й а҆́гг҃ле, предстоѧ́й ѻ҆каѧ́ннѣй мое́й дꙋшѝ и҆ стра́стнѣй мое́й жи́зни:
15. Молитва 10-я, ко Пресвятой Богородице: Прест҃а́ѧ влⷣчце моѧ̀ бцⷣе:
16. Молитвенное призывание святого, имя которого носишь: Молѝ бг҃а ѡ҆ мнѣ̀, ст҃ы́й ᲂу҆го́дниче бж҃їй и҆́мⷬ҇къ:
17. Песнь Пресвятой Богородице, глас 4-й: Бцⷣе дв҃о ра́дꙋйсѧ:
18. Тропарь Кресту, глас 1-й, молитва за отечество: Сп҃сѝ, гдⷭ҇и, лю́ди твоѧ̑, и҆ бл҃гословѝ достоѧ́нїе твоѐ:
19. Молитва о живых: Сп҃сѝ, гдⷭ҇и, и҆ поми́лꙋй ѻ҆тца̀ моего̀ дꙋхо́внаго и҆́мⷬ҇къ:
20. Молитва о усопших: Оу҆поко́й, гдⷭ҇и, дꙋ́шы ᲂу҆со́пшихъ ра̑бъ твои́хъ: роди́телей мои́хъ:
21. Досто́йно є҆́сть:
22. Сла́ва ѻ҆ц҃ꙋ̀, и҆ сн҃ꙋ, и҆ ст҃о́мꙋ дх҃ꙋ, и҆ ны́нѣ и҆ при́снѡ, и҆ во вѣ́ки вѣкѡ́въ. А҆ми́нь.
23. Гдⷭ҇и, поми́лꙋй (Трижды)
24. Малый отпуст: Гдⷭ҇и і҆и҃се хрⷭ҇тѐ сн҃е бж҃їй, мл҃твъ ра́ди пречⷭ҇тыѧ твоеѧ̀ мт҃ре, прпⷣбныхъ и҆ бг҃оно́сныхъ ѻ҆тє́цъ на́шихъ, и҆ всѣ́хъ ст҃ы́хъ, поми́лꙋй на́съ. А҆ми́нь.

Кто может, читает вместо кратких молитв о живых и усопших этот помянник:
1. Помяни́, Го́споди Иису́се Христе́, Бо́же наш, ми́лости и щедро́ты Твоя́… (Поклон)
2. Спаси́, Го́споди, и поми́луй богохрани́мую страну́ на́шу, вла́сти и во́инство ея́,.. (Поклон)
3. Спаси́, Го́споди, и поми́луй Вели́каго Господи́на и Отца́ нашего Святе́йшаго Патриа́рха Кири́лла,.. (Поклон)
4. Спаси́, Го́споди, и поми́луй отца́ моего́ духо́внаго (имя его), и святы́ми его́ моли́твами прости́ моя́ согреше́ния. (Поклон)
5. Спаси́, Го́споди, и поми́луй роди́тели моя́ (имена их), бра́тию… (Поклон)
6. Спаси, Господи, и помилуй по множеству щедрот Твоих вся священноиноки, иноки… (Поклон)
7. Спаси́, Го́споди, и поми́луй ста́рцы и ю́ныя, ни́щия и сироты́ и вдови́цы, и су́щия в боле́зни… (Поклон)
8. Спаси, Господи, и помилуй благотворящия нам, милующия и питающия нас,.. (Поклон)
9. Спаси́, Го́споди, и поми́луй по́сланныя в слу́жбу, путеше́ствующия, отцы́ и бра́тию на́шу, и вся правосла́вныя христиа́ны. (Поклон)
10. Спаси́, Го́споди, и поми́луй и́хже аз безу́мием мои́м соблазни́х,.. (Поклон)
11. Спаси́, Го́споди, и поми́луй ненави́дящия и оби́дящия мя,.. (Поклон)
12. Отступи́вшия от правосла́вныя ве́ры и поги́бельными ересьми́ ослепле́нныя, све́том Твоего́ позна́ния просвети́… (Поклон)
13. Помяни́, Го́споди, от жития́ сего́ отше́дшия правове́рныя цари́ и цари́цы,.. (Поклон)
14. Помяни́, Го́споди, ду́ши усо́пших рабо́в Твои́х, роди́телей мои́х (имена их), и всех сро́дников по пло́ти;.. (Поклон)
15. Помяни́, Го́споди, и вся в наде́жди воскресе́ния и жи́зни ве́чныя усо́пшия, отцы́ и бра́тию нашу,.. (Поклон)
16. Пода́ждь, Го́споди, оставле́ние грехо́в всем пре́жде отше́дшим в ве́ре и наде́жди воскресе́ния,.. (Трижды)

Согласно с указанием молитвослова, на Пасху и всю последующую седмицу (поскольку указанная седмица завершается к вечеру субботы, подразумевается — до утра субботы включительно) вместо «Утренних молитв» читаются или поются Пасхальные часы (краткое «последование», т.е. краткая служба). Аналогичное правило указано и для «Молитв на сон грядущим».

## История и традиции
Современный состав «Утренних молитв» (равно, как молитв на сон грядущим) сформировался около двух столетий назад, а сами молитвы, подписанные именами древних святых, в славянских рукописях появились в разрозненном виде только в XVI — XVII веке.
У старообрядцев вместо молитв утренних вычитывается Полунощница, а вместо Молитв на сон грядущим (как и в греческих церквах) читается Повечерие.
В русских монастырях есть обычай читать молитвы утренние на особом «бра́тском моле́бне» рано утром.
В дни двунадесятых праздников и их попразднств существует обычай добавлять к молитвам утренним тропарь, кондак, задостойник со стихом и величание праздника, а дни Великого поста — молитву Ефрема Сирина.
Многие православные, как по благословению духовника, так и по собственному почину, к выше перечисленным молитвам присовокупляют чтение кафизмы из Псалтири (а также сопровождающих её молитв), апостольское и евангельское чтения, читаемые Церковью в этот день, житие прилучившегося святого, чтение душеполезных поучений.
Преподобный Серафим Саровский благословлял неграмотным и в особой нужде вместо молитв утренних ограничиваться чтением следующих молитв (Серафимовское правило):
1. «Отче наш…» (трижды)
2. «Богородице Дево, радуйся…» (трижды)
3. «Верую…» (единожды)

## Утренние молитвы в иудаизме
В иудаизме также наличествуют утренние молитвы, которые обязан произнести всякий еврей. Состоят из молитвы по пробуждении «Боже мой, душа» (теперь в преимуществе — каббалистическая молитва «Благодарю»), разнообразная сотня молитв (обычно произносят по пробуждении утром, но возможно произносить вечером, если еврей проснётся вечером), песни (ранее эти молитвы были сугубо личными, сейчас обязательно поют в общине в синагоге во время утренней службы). Записаны в молитвослове.